# Avaí Futebol Clube
Avaí Futebol Clube é um clube de futebol brasileiro com sede na cidade de Florianópolis, Santa Catarina. Fundado em 1º de setembro de 1923, o Avaí tem como cores o azul e o branco e seu mascote é um leão, sendo conhecido como o "Leão da Ilha" ou "O Time da Raça". Na atual temporada de 2025, o clube disputa o Campeonato Catarinense e a Série B do Campeonato Brasileiro.
O Avaí é o clube com a maior torcida de Santa Catarina, com cerca de meio milhão de torcedores, segundo diferentes pesquisas recentes elaboradas pelo instituto Pluri junto ao IBGE na Região Sul do Brasil, entre os anos de 2012, 2013 e 2014 e pelo Instituto AtlasIntel em 2024.
O Leão da Ilha é apontado pela mídia como um dos cinco grandes clubes catarinenses, reconhecimento compartilhado com Chapecoense, Criciúma, Figueirense e Joinville, com os quais disputa os principais títulos estaduais, tendo como principal rival o Figueirense, com quem disputa o Clássico de Florianópolis.
A origem do nome Avaí é uma referência a Batalha de Avahy, um episódio da Guerra do Paraguai ocorrida em 1864. Posteriormente a grafia foi alterada para Avaí. A origem do nome não tem ligação com o arquipélago norte-americano.
O Avaí, além de ser o maior campeão estadual com 19 títulos, possui a melhor campanha da história de uma equipe catarinense na Série A, quando terminou em sexto lugar no Campeonato Brasileiro de 2009 com 57 pontos. Nesta competição, o Avaí protagonizou a maior arrancada da história da Série A de pontos corridos.

## História

### Fundação
Em 1º de setembro de 1923, o comerciante de Florianópolis chamado Amadeu Horn conheceu um grupo de garotos, praticantes assíduos do futebol, e que organizavam seus jogos na rua Frei Caneca no bairro Pedra Grande. Horn então resolveu realizar o sonho daqueles garotos, que era poder utilizar os "ternos" (termo utilizado na época para designar o uniforme) durante os jogos bem como os times famosos utilizavam. O comerciante doou um kit de futebol aos garotos que incluía uma bola, chuteiras, camisetas listradas em azul e branco e calções e meias azuis, em homenagem ao seu time de coração, o extinto Riachuelo.
No mesmo dia, em uma reunião na casa de Amadeu Horn, ficou decidido que iriam fundar um clube. O nome escolhido seria Independência e o presidente seria Horn. Arnaldo Pinto de Oliveira influenciou o grupo a trocar o nome, afirmando que Independência seria um nome complicado para a torcida gritar em apoio ao time. Oliveira sugeriu o nome Avahy, em referência à Batalha do Avahy. Todos apoiaram a ideia e foi aí que começou a história do então Avahy Foot-ball Club.

### Campanhas em destaque

#### Brasileirão 2009 (6º lugar)
Após retornar à elite em 2009, o Avaí realizou a melhor campanha da história de Santa Catarina no Campeonato Brasileiro, quando terminou a competição em 6º lugar com 57 pontos. Durante sua reação, o Avaí protagonizou a maior arrancada da era dos pontos corridos  quando permaneceu 11 partidas sem ser derrotado, com 8 vitórias e 3 empates. O clube subiu 16 posições na tabela, indo da lanterna ao G4 do Campeonato Brasileiro.

Após um início complicado, o Avaí reagiu a partir da 11ª rodada quando obteve cinco triunfos consecutivos diante de Goiás, Sport, Grêmio, Atlético Paranaense e Vitória. Na sequência, três empates atuando como visitante diante de Corinthians, Santos e Atlético Mineiro intercalados de vitórias em casa contra Santo André, Náutico e Flamengo. Cerca de quatro mil torcedores do Avaí estiveram no estádio Couto Pereira em Curitiba, na derrota por 2-0 que encerrou o período de invencibilidade do clube naquele ano diante do Coritiba. A última vitória da sequência que levou o Avaí ao 4° lugar no campeonato diante do Flamengo, ficou marcada por encerrar a arrancada histórica do clube naquele ano.

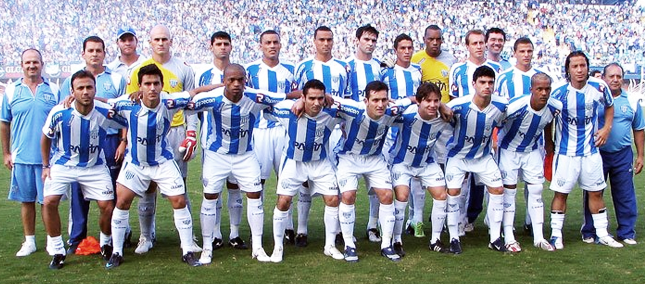
Elenco avaiano em 2009. A melhor campanha da história de SC no Brasileirão.

| 23 de agosto de 2009 | Avaí                                                  | 3 – 0     | Flamengo | Ressacada, Florianópolis                         |
| 18:30                | Luis Ricardo 8' · Léo Gago 30' · Fabinho Capixaba 77' | Relatório |          | Público: 15,602 Árbitro: Luiz Flávio de Oliveira |

#### Copa Sul-Americana 2010 (quartas)
No ano de 2010, o Avaí realizou a melhor campanha da história de Santa Catarina na Copa Sul-Americana, até então, sendo a única equipe do estado a passar da segunda fase e disputar a fase internacional da competição até aquele momento, quando chegou até as Quartas de Final. Para realizar tal feito, o Avaí eliminou equipes de peso como o Santos ainda na fase nacional e o Emelec do Equador nas Oitavas de Final, ambos com ampla tradição internacional. Na reta final, já desmobilizado pela má campanha no Brasileirão onde estava a beira de um rebaixamento, o Avaí acabou sendo eliminado. No jogo da classificação internacional inédita na história do clube, vitória sobre o Emelec na Ressacada.
| 21 de outubro de 2010 | Avaí                                    | 3 – 1     | Emelec   | Ressacada, Florianópolis |
| 20:15 (UTC-2)         | Roberto 47' · Eltinho 51' · Emerson 53' | Relatório | Rojas 2' | Público: 11,668          |

#### Copa do Brasil 2011 (semifinal)
No ano de 2011, o Avaí chegou até a semifinal da Copa do Brasil, realizando sua melhor campanha. Em sua sétima participação no torneio até então, o Avaí eliminou sem muitas dificuldades as equipes do Vilhena e do Ipatinga nas fases iniciais. Nas Oitavas de Final, o Avaí fez um confronto disputado contra a tradicional equipe do Botafogo, classificando-se após dois empates.
Nas Quartas de final, o Avaí eliminou outro gigante do futebol nacional, desta vez passando pelo São Paulo após um empate e uma vitória em casa pelo placar de 3–1. Nas Semifinais da competição, o Avaí finalmente sucumbiu diante do terceiro confronto seguido contra um dos grandes clubes do país, quando enfrentou a equipe do Vasco da Gama. Após um empate na primeira partida, o Avaí foi derrotado em casa pelo placar de 2–0 no jogo da volta disputado no estádio da Ressacada.
| 25 de maio de 2011 | Avaí | 0 – 2 | Vasco da Gama      | Ressacada, Florianópolis |
| 21:50              |      |       | 3' 34' Diego Souza | Público: 16,920          |

#### Brasileiro Série B 2016 (vice-campeão)
No ano de 2016, o Avaí realizou sua melhor campanha na história da Série B. Após conquistar o terceiro lugar nos anos de 2004 e 2008 e o quarto lugar nos anos de 2001 e 2014, o Avaí conquistou o segundo lugar da Série B no ano de 2016. Este foi o terceiro acesso do clube para a Série A. No jogo que garantiu o inédito vice-campeonato para o clube nesta competição, empatou em 1-1 com o Brasil-RS na Ressacada.
| 26 de novembro de 2016 | Avaí | 1 – 1 | Brasil de Pelotas | Ressacada, Florianópolis |
| 16:00                  |      |       |                   | Público: 15,564          |

### Cronologia
- 1923 - É fundado em 1 de setembro, em Florianópolis(SC), com o nome Avahy Foot-ball Club.
- 1924 - No dia 12 de abril o Avahy e outros clubes de Santa Catarina, fundam a LSCDT - Liga Santa Catarina de Desportos Terrestres, hoje a Federação Catarinense de Futebol.
- 1924 - Vence seu primeiro título, o Campeonato Catarinense, e torna-se o primeiro clube campeão estadual. A escalação do time era: Boos, Loureiro, Zequinha, Zanzibar, Waldemar, Joel, Acioly, Maciel, Mambrini, Aroldo e Carlos Pires.
- 1925 - O Avahy é campeão do Torneio Início de Florianópolis.
- 1926 - O Avahy conquista o Campeonato Catarinense, também válido pelo Campeonato Citadino daquele ano. Conquista também o bicampeonato do Torneio Início de Florianópolis. A escalação do time era: Boos, Aldo, Bida, Maciel, Zé Macaco, Botafogo, Emílio, Sabas, Acioly, Nanado e Arnaldo.
- 1927 - Conquista o Campeonato Catarinense pelo segundo ano consecutivo vencendo o Brasil de Blumenau pelo placar de 3x2, tornando-se a primeira equipe a atingir esse feito. Conquista também o bicampeonato do Torneio Citadino. O time era: Boos, Bida, Tancredo, Maciel, Elesbão, Botafogo, Estevão, Acioly, Sabas, Nanado e Arnaldo.
- 1928 - Reeditando a final do ano anterior, o Avahy vence o Brasil por 4x1 e conquista o Campeonato Catarinense pelo terceiro ano consecutivo, tornando-se a primeira equipe a atingir esse feito. Conquista também o tri-campeonato do Torneio Início de Florianópolis. Os campeões foram: Boos, Bida, Filomeno, Zé Macaco, Elesbão, Botafogo, Joel, Edgar, Periquito, Sabas, Nanado e Arnando.
- 1930 - No dia 29 de março conquista o Campeonato Catarinense vencendo o Marcílio Dias na final por 6-2.
- 1931 - Em 8 de setembro, o Avahy realiza a inauguração de uma sede social localizada na Rua Conselheiro Mafra, nº 10. A sede contava com um amplo salão de eventos, local para jogos e serviços de botequim. O evento de inauguração aconteceu às 17 horas daquela terça-feira.
- 1938 - Em 20 de fevereiro, aplica a maior goleada da história do clássico de Florianópolis: Avaí 11-2 Figueirense. Esse jogo também marcou a estreia de Saul, atacante do Avaí, no clássico da cidade. Mais tarde, ele se tornaria o maior artilheiro do clássico, com 41 gols em 45 jogos, atuando sempre pelo Avaí.[11]
- 1942 - Campeão do Campeonato Catarinense de Futebol.
- 1943 - Bicampeão do Campeonato Catarinense de Futebol em 23 de janeiro, ao derrotar o América de Joinville por 14-3 na final do Campeonato Catarinense de 1943. É a maior goleada da história em finais de Campeonato Catarinense. A escalação era: Adolfinho, Fateco, Diamantino, Chocolate, Beck, Henrique, Felipinho, Nizeta, Bráulio, Tião e Saul.
- 1944 - Tricampeão do Campeonato Catarinense
- 1945 - Tetracampeão do Campeonato Catarinense de Futebol. Neste ano acontece uma das maiores goleadas do futebol brasileiro, 21x3 em favor do Avaí contra o Paula Ramos, o recorde está registrado no Guinness Book. Os gols do Avaí foram anotados por: Sapinho(6), Felipinho (5), Saul (5), Nizeta (3), Jacinto (1) e Tião (1).
- 1946 - Em 10 de fevereiro, derrota o Caxias de Joinville por 9-2 na final do Campeonato Catarinense de 1945 e conquista o tetracampeonato estadual, feito inédito entre clubes de Santa Catarina naquela época. O time era: Adolfinho, Fateco, Tavinho, Felipinho, Chocolate, Aldo Nunes, Zachi, Nizeta, Bráulio, Tião e Saul.
- 1951 - Conquista do título do Campeonato Citadino de Florianópolis.
- 1952 - Conquista do título do Campeonato Citadino de Florianópolis.
- 1953 - Conquista do título do Campeonato Citadino de Florianópolis.
- 1955 - Conquista do título do Torneio Início.
- 1958 - Conquista do título do Torneio Início.
- 1960 - Conquista dos títulos do Torneio Início e do Campeonato Citadino de Florianópolis.
- 1963 - Conquista dos títulos do Torneio Início e do Campeonato Citadino de Florianópolis.
- 1972 - No dia 31 de março, Pelé fez seu único jogo em Florianópolis. Foi num amistoso contra o Avaí no Estádio Adolfo Konder. O jogo, que registra o recorde de público do estádio, terminou com a vitória do time paulista por 2-1.
- 1973 - Campeão do Campeonato Catarinense de Futebol. Com uma vitória de 2-1 sobre o Juventus de Rio do Sul, em 17 de dezembro, acaba com uma seqüência de 27 anos sem títulos estaduais, para alegria da multidão que invadiu as ruas da cidade para comemorar. Termina o campeonato com 4 pontos a frente do Juventus e a sete do rival Figueirense, que ficou em terceiro lugar. Com o título o time garantiu vaga para a sua primeira participação no campeonato nacional disputando em 1974.

- 1974 - Em 10 de março, estreia na Primeira Divisão do Campeonato Brasileiro com um empate com o América -RN por 1-1, em Natal. Nesse jogo, Zenon marcou o primeiro gol do Avaí em Campeonatos Brasileiros. A primeira vitória, no entanto, só ocorreu na sexta rodada: 3-0 no Remo(PA), em Florianópolis, com dois gols de Balduíno e um gol contra de Lúcio, do Remo.
- 1975 - Campeão do Campeonato Catarinense de Futebol. No dia 17 de agosto o Avaí vence o Figueirense por 1 a 0 dentro do estádio do seu rival e conquista o seu 11º título estadual. A torcida invadiu o gramado e pintou as ruas da capital de azul e branco mais uma vez.
- 1976 - Faz sua melhor campanha na Série A durante os anos 1970. Após liderar a repescagem até a última rodada, perde a classificação após uma polêmica e surpreendente goleada do Caxias-RS sobre o Figueirense por 5 a 1 na última rodada, quando a equipe gaúcha, que até então não tinha nenhuma vitória e ainda não havia marcado nenhum gol, consegue marcar 5 numa única partida e conquistar o saldo necessário para se classificar. O Avaí, que tinha duas vitórias a mais e saldo superior, fica de fora devido a diferença de gols tirada nesta partida e ao ponto extra que era atribuído a clubes que marcavam 3 gols de diferença em um único jogo. A torcida avaiana registra uma média de público de quase 11 mil torcedores por partida, mesmo jogando na casa do seu maior rival.
- 1983 - Em 15 de novembro, inaugura o Estádio Aderbal Ramos da Silva, conhecido como "Ressacada", com o jogo Avaí 1-6 Vasco-RJ. O primeiro gol do estádio foi marcado por Wilson Tadei, do Vasco.
- 1985 - Conquista o vice-Campeonato Catarinense, perdendo a final para a equipe do Joinville na cidade de Itajaí, com enorme presença da torcida avaiana no estádio Hercílio Luz.
- 1988 - Conquista o Campeonato Catarinense depois de 13 anos sem conseguir o título. Em 17 de julho, com gols de Marcos Severo aos 8 minutos, Adílson Heleno aos 36 minutos e Itamar do Blumenau aos 51 minutos, todos do primeiro tempo, o Avaí venceu o Blumenau por 2-1, pelo hexagonal final da competição. Maior público da história do clube é registrado: 32.226 torcedores, com muitos ficando do lado de fora. O time da final foi: Fossati; Netinho, Maurício, Sérgio Márcio e J.J. Rodriguez; Belmonte, Flávio Roberto e Adílson Heleno; Adílson Gomes, Marcos Severo (Mendonça) e Elísio. Técnico: Sérgio Lopes.
- 1992 - Conquista o vice-Campeonato Catarinense, mesmo tendo um elenco amplamente superior ao adversário.
- 1993 - Fica em penúltimo lugar no Campeonato Catarinense, entre 14 equipes, e cai pela primeira vez em sua história para a Segunda Divisão do Campeonato Catarinense.
- 1994 -Em 20 de novembro, conquista a Segunda Divisão do Campeonato Catarinense com uma vitória de 2-1 sobre o Hercílio Luz, de Tubarão, em Florianópolis diante de um palco completamente lotado por uma torcida que jamais abandonou o clube.
- 1997 - Conquista o seu 13º título estadual ao vencer o Tubarão por 2-0 na Ressacada completamente lotada com mais de 22 mil torcedores no dia 22 de junho. Os ídolos daquela conquista foram: Carlão; Cedenir, Raul, Evandro Guimarães e Itá; Régis, Evandro e Helton (Roberto Cavalo); Claudiomir, Jacaré e Dão. Técnico: Luiz Gonzaga Milioli.
- 1998 - Vence os dois turnos do campeonato estadual, mas fica sem o título por força do regulamento que ainda previa um quadrangular. Conquista seu primeiro título nacional, a Série C, derrotando São Caetano-SP na decisão, fora de casa. Neste jogo o Avaí jogou com: César Silva; Edinho (Silva), Rogerio Prateat, Altair e César Souza; Luiz Fernando, Jefferson Douglas (Sandro), Arthur e Fantick; Dão e Paulo César (Humberto).Técnico: Roberto Cavalo. Na volta, a festa iniciada no aeroporto tomou conta de toda a Grande Florianópolis. Neste mesmo ano, com a conquista do Criciúma no Campeonato Catarinense, o Avaí ganha o título simbólico de "campeão catarinense do século XX", já que o segundo time com mais troféus na época, o Joinville, com 10 conquistas, não poderia mais alcançar o total de 13 do Avaí.
- 1999 - Reestreia na Série B nacional após 10 anos de ausência. Chega à decisão do Campeonato Catarinense de Futebol contra o seu maior rival. No primeiro jogo, vence diante de mais de 20 mil torcedores. Na decisão, perde o título com um gol legítimo mal anulado na prorrogação.[12]
- 2001 - chega pela primeira vez ao quadrangular final da Série B, mas não consegue o acesso. Termina em quarto lugar. É registrado o maior público da história da Ressacada em clássicos.[13]

- 2004 - Chega pela segunda vez ao quadrangular final da Série B, mas novamente não consegue o acesso à Série A, conquistado por Brasiliense-DF e Fortaleza-CE. Mesmo com apoio incondicional da torcida que transbordou a Ressacada no quadrangular, o Avaí termina em terceiro.
- 2008 - Após uma belíssima campanha no Campeonato Brasileiro da Série B e com um elenco considerado dos melhores do campeonato [14], o Avaí conquista a tão sonhada vaga para disputar a Série A do ano seguinte.
- 2008 - O Avaí Futebol Clube é agraciado com o Troféu Gustavo Kuerten como melhor equipe do ano no cenário catarinense. Além do clube, Marquinhos Santos foi eleito o melhor atleta e Silas o melhor técnico.[15]
- 2009 - Conquista o seu 14º título estadual ao vencer a Chapecoense por 6-1 (3-1 no tempo normal e 3-0 na prorrogação) no dia 3 de maio. O time contou com: Eduardo Martini; Ferdinando, Turatto, Émerson e Uendel; Marcus Winícius, Léo Gago, Marquinhos Santos (Odair) e Caio; Evando (Lima) e William (Bruno). Técnico: Silas.. Cerca de 20 mil foram as ruas comemorar o título.
- 2010 - Novamente com uma campanha irreparável, o Avaí conquista o seu 15º título estadual ao vencer o Joinville por 3-1 no primeiro jogo em Joinville e 2-0 no segundo jogo em Florianópolis, em plena Ressacada com mais de 17 mil pessoas no dia 2 de maio. A escalação naquele jogo foi: Zé Carlos; Rafael, Emerson Nunes (Gabriel) e Émerson; Uendel, Marcinho Guerreiro, Rudnei (Batista), Caio, Davi (Carreirinha) e Patric; Roberto. Técnico: Péricles Chamusca.[16]
- 2010 -  O clube realiza a melhor campanha da história do futebol catarinense na Copa Sul-Americana, e faz seu primeiro jogo oficial fora do Brasil. Após eliminar o Santos na primeira fase da Copa Sul-Americana, no dia 13 de outubro o Avaí vai ao Equador enfrentar o Emelec no Estádio George Capwell. No jogo da volta, classifica-se após vitória por 3-1 e conquista a classificação histórica para o estado de Santa Catarina. Na Série A, Conquista a permanência após muito sofrimento e apoio massivo do seu torcedor, diante de jogos com superlotação na reta final.
- 2011 - Realiza a sua melhor campanha na história da Copa do Brasil, chegando até a Semifinal. Durante a campanha, eliminou clubes de peso como Botafogo e São Paulo. Ano que também marcou o descenso do time para a Série B, seu primeiro e único rebaixamento nacional.
- 2012 - O Avaí conquista seu 16º título Catarinense, em duas partidas contra o maior rival, Figueirense. No placar agregado, 5-1 em favor do Leão. A torcida mais uma vez coloriu as ruas da capital de azul e branco em uma grande festa.
- 2013 - Chega a Semifinal do estadual. Faz ótima campanha na Série B, deixando o acesso escapar na reta final. A torcida da mais um show a parte, registrando os maiores públicos de Santa Catarina durante a competição.
- 2014 - Após campanha oscilante na Série B (com 12 jogos invictos seguidos de 8 jogos sem vitórias), o Avaí conseguiu o acesso à Série A.
- 2016 - Conquista o acesso à Série A com uma rodada de antecedência e termina o campeonato da Série B como vice-campeão.
- 2018 - Conquista o acesso à Série A na última rodada, com um empate em 0x0 diante da Ponte Preta, que também jogava para tentar o acesso a Série A.
- 2019 - O Avaí conquista seu 17º título Catarinense, em partida única contra a Chapecoense. No placar foi 1-1 no tempo normal e nos pênaltis foi 4x2 a favor do Avaí em pleno estádio da Ressacada.
- 2021 - O Avaí conquista seu 18º título Catarinense, em final contra a Chapecoense.
- 2022 - Conquista o acesso à Série A na última rodada, em vitória heroica contra o Sampaio Corrêa na Ressacada.

## Títulos
| NACIONAIS     | NACIONAIS                                 | NACIONAIS  | NACIONAIS |
|               | Competição                                | Títulos    | Temporadas |
|               | Campeonato Brasileiro - Série C           | 1          | 1998 |
| ESTADUAIS     | ESTADUAIS                                 | ESTADUAIS  | ESTADUAIS |
|               | Competição                                | Títulos    | Temporadas |
|               | Campeonato Catarinense                    | 19         | 1924, 1926, 1927, 1928, 1930, 1942, 1943, 1944, 1945, 1973, 1975, 1988, 1997, 2009, 2010, 2012, 2019, 2021 e 2025       |
|               | Copa Santa Catarina                       | 1          | 1995 |
|               | Campeonato Catarinense da Segunda Divisão | 1          | 1994 |
|               | Taça Governador do Estado                 | 2          | 1983 e 1985 |
|               | Torneio Início do Campeonato Catarinense  | 3          | 1925, 1926 e 1936 |
| MUNICIPAIS    | MUNICIPAIS                                | MUNICIPAIS | MUNICIPAIS |
|               | Competição                                | Títulos    | Temporadas |
| Florianópolis | Campeonato Citadino de Florianópolis      | 20         | 1924, 1926, 1927, 1928, 1930, 1933, 1938, 1940, 1942, 1943, 1944, 1945, 1949, 1951, 1952, 1953, 1958, 1960, 1963 e 1995 |
| Florianópolis | Torneio Início de Florianópolis           | 13         | 1925, 1926, 1933, 1936, 1938, 1942, 1943, 1944, 1946, 1955, 1958, 1960 e 1963                                           |
| ------------- | ----------------------------------------- | ---------- | --- |

## Estatísticas

### Participações
|  | Participações em 2025 |

| Competição     | Competição             | Temporadas | Melhor campanha         | Estreia | Última | P | R |
| Santa Catarina | Campeonato Catarinense | 84         | Campeão (19 vezes)      | 1924    | 2025   |   | 1 |
| Santa Catarina | Série B                | 1          | Campeão (1994)          | 1994    | 1994   | 1 | – |
| Santa Catarina | Copa Santa Catarina    | 9          | Campeão (1995)          | 1995    | 2025   |   |   |
|                | Primeira Liga          | 2          | Grupos (2016 e 2017)    | 2016    | 2017   |   |   |
| Brasil         | Campeonato Brasileiro  | 11         | 6º colocado (2009)      | 1974    | 2022   |   | 5 |
| Brasil         | Série B                | 25         | Vice-campeão (2016)     | 1980    | 2025   | 4 | – |
| Brasil         | Série C                | 5          | Campeão (1998)          | 1995    | 1998   | 1 | – |
| Brasil         | Copa do Brasil         | 17         | Semifinal (2011)        | 1989    | 2023   |   |   |
|                | Copa Sul-Americana     | 1          | Quartas de final (2010) | 2010    | 2010   |   |   |

### O início
Em sua primeira década de existência, o Avaí torna-se o primeiro campeão catarinense de futebol em 1924, e o primeiro tricampeão com os títulos de 1926, 1927 e 1928. Dois anos depois, conquista o título de 1930. Na década de 1940, o Avaí torna-se a primeira equipe do estado a conquistar um tetracampeonato estadual, com as conquistas de 1942, 1943, 1944 e 1945.

### Anos 1970
Após um longo período sem títulos do futebol da capital, o Avaí volta a conquistar o estadual nos anos de 1973 e 1975, sendo este último em uma disputa acirrada de 3 jogos contra o seu maior rival. Com um gol de cabeça de Juti, o Avaí conquistou seu 11° título, levantando a taça no estádio Orlando Scarpelli. Com a conquista, o Avaí consolida-se cada vez mais como o mais vezes campeão, fato que tornou-se uma das alcunhas mais famosas do clube.
| 17 de agosto de 1975 | Figueirense | 0 – 1 | Avaí     | Orlando Scarpelli, Florianópolis |
| 17:00                |             |       | 33' Juti | Árbitro: José Carlos Bezerra     |

### Anos 1980
Em 1988, o Avaí conquista seu 12° título catarinense contra a equipe do Blumenau, diante de um público de mais de 30 mil torcedores no estádio da Ressacada em Florianópolis, o maior da história do clube.
| 17 de agosto de 1988 | Avaí                          | 2 – 1 | Blumenau  | Ressacada, Florianópolis        |
| 17:00                | 06' Marcos 06' Adilson Heleno |       | 51' Almir | Árbitro: Antonio Rogério Osório |

### Anos 1990
Em 1997, o Avaí torna-se o Campeão do Século em Santa Catarina, após vencer a equipe do Tubarão na decisão do Campeonato Catarinense. O Avaí chegava ao seu 13° título, não podendo mais ser alcançado pela equipe do Joinville.
| 22 de junho de 1997 | Avaí           | 2 – 0 | Tubarão | Ressacada, Florianópolis |
| 16:00               | 17' 26' Jacaré |       |         | Árbitro: Dalmo Bozzano   |

### 2009
Em 2009, o Avaí volta a conquistar um título do Campeonato Catarinense ao bater a equipe da Chapecoense no estádio da Ressacada. Era o fim de uma espera de 12 anos, para alegria dos 20 mil torcedores que invadiram a avenida Beiramar para comemorar o título.
| 3 de maio de 2009 | Avaí                                                                                    | 6 – 1 | Chapecoense        | Ressacada, Florianópolis |
| 16:00             | 31' Evando · 05' Léo Gago · 34' Marquinhos · 08' Marquinhos · 12' Lima · 15' Ferdinando |       | 12' Bruno Cazarini | Árbitro: Célio Amorim    |

### 2010
Em 2010, o Avaí vence o Campeonato Catarinense novamente e volta a conquistar um Bicampeonato estadual após 65 anos. A décima quinta conquista do clube veio diante da equipe do Joinville, após uma vitória por 2-0 no estádio da Ressacada em Florianópolis, diante de mais de 17 mil torcedores.
| 2 de maio de 2010 | Avaí                 | 2 – 0 | Joinville | Ressacada, Florianópolis |
| 16:00             | 12' Roberto 32' Davi |       |           | Árbitro: Célio Amorim    |

### 2012
Em 2012, o Avaí conquista seu 16° título estadual após vencer o rival Figueirense nas duas partidas da decisão do campeonato. Com o triunfo, o Avaí desempata a disputa e torna-se o mais vezes campeão do estado de forma isolada mais uma vez.  Na partida que praticamente definiu a disputa, vitória avaiana pelo placar de 3-0 na Ressacada.
| 6 de maio de 2012 | Avaí                                    | 3 – 0 | Figueirense | Ressacada, Florianópolis        |
| 16:00             | 31' Nunes 03' Felipe 10' Cléber Santana |       |             | Árbitro: Paulo Henrique Bezerra |

## Elenco atual
Última atualização: 15 de Abril de 2025.

## Ídolos
| Goleiros          | Defensores       | Meio-campistas | Atacantes        | Treinadores    |
| ----------------- | ---------------- | -------------- | ---------------- | -------------- |
| Adolfinho         | Altair           | Adílson Heleno | Mílton Cavalazzi | Hemerson Maria |
| Boos              | Deodato          | Balduíno       | Décio Antônio    | Roberto Cavalo |
| César Silva       | Emerson          | Beck           | Dão              | Silas          |
| Eduardo Martini   | Fateco           | Belmonte       | Evando           | Cuca           |
| Jorge Fossati     | Loló             | Braúlio        | Jacaré           |                |
|                   | Procópio         | Régis          | Juti             |                |
| Veneza            | Felipinho        | Alex Rossi     |                  |                |
|                   | Cléber Santana   | William        |                  |                |
| Marquinhos Santos | Lico             |                |                  |                |
| Zé Macaco         | Nizeta           |                |                  |                |
| Zenon             | Saul Oliveira    |                |                  |                |
|                   | Toninho Quintino |                |                  |                |

### Seleção histórica do Avaí
Uma eleição feita em 1998 com um grupo de torcedores, jornalistas e ex-atletas do Avaí, apontou aqueles que seriam os melhores jogadores da história do clube até aquela data. A seleção contou com Adolfinho, Loló, Fateco, Veneza, Procópio, Beck, Bráulio, Zenon, Felipinho, Saul e Nizeta.

### Jogadores convocados para a Seleção Brasileira
- Renan, para um amistoso contra os Estados Unidos no dia 10 de agosto de 2010;[19]
- Alex, para o Torneio Internacional de Futebol Sub-20 em Assunção, no Paraguai, entre os dias 25 e 31 de julho de 2010;[20]
- Vítor, campeão da Copa 2 de Julho da categoria Sub-16 em 2010;[21]
- Everaldo, para a Copa Odesur, em 1986;
- Edno Roberto Cunha, convocado em julho de 2002, na categoria Sub-20, para o Sul Americano;
- Edílson Guimarães, convocado em julho de 2004,[22] na categoria Sub-20, para a Milk Cup, na Irlanda;
- Tarcisio Grein Júnior, convocado em julho de 2004, na categoria Sub-16, para o Sul Americano.

## Símbolos

### Escudos
Nos primeiros anos depois da fundação, o Avaí tinha um escudo diferente do atual. O formato era parecido com os escudos que clubes como o Santos usam atualmente, sendo que dentro havia um círculo com fundo branco com as letras "AFC" em azul e em posição central no círculo que significava Avahy Foot-ball Club, que mais tarde passou a se chamar Avaí Futebol Clube e ganhou um novo distintivo.
O escudo atual do Avaí Futebol Clube foi desenhado com base no primeiro uniforme do clube (camisa com listras verticais nas cores azul e branca), usado na época da fundação e que segue até hoje. Ele tem um formato que lembra um triângulo com dois lados em curva. Na parte superior, há a inscrição "AVAÍ F.C.", em azul, sobre um fundo branco. Na parte inferior, são nove listras verticais, sendo cinco azuis e quatro brancas.
Acima do escudo, o clube adota desde 1999 uma estrela amarela que simboliza a conquista do Campeonato Brasileiro Série C, o primeiro (e até hoje único) título nacional do Avaí e do futebol de Florianópolis.

### Bandeira
Bandeira branca, com listras azuis horizontais nas extremidades superior e inferior e escudo do clube ao centro, sobre fundo branco.

### Mascote

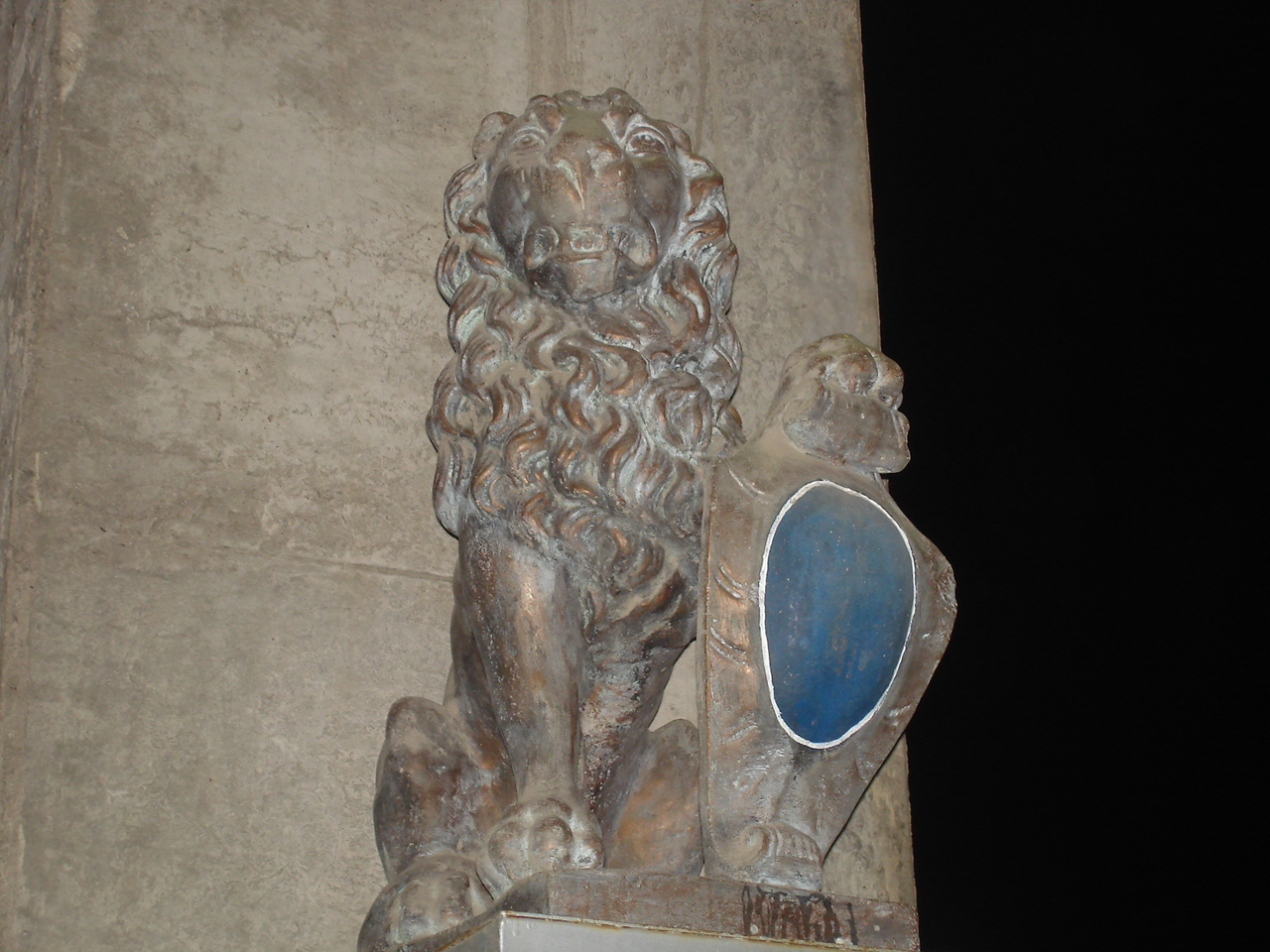
O Leão da Ressacada.

Na década de 1950, quando o Avaí ainda atuava no antigo Estádio Adolfo Konder, o senhor Olímpio que era um narrador de uma rádio de Florianópolis, classificou o time azul e branco como um Leão pela bravura e raça com que tinha atuado em mais uma vitória no clássico da cidade contra o Figueirense. Como o Avaí é o único time de Florianópolis com sede na ilha, o time ficou conhecido como o Leão da Ilha.

## Hino oficial
O hino do Avaí tem música de Luiz Henrique Rosa e letra de Fernando José Caldeira Bastos. Os dois criaram a canção em 1971 e, na mesma noite que a compuseram, pegaram o violão e partiram para o estúdio da já extinta Rádio Jornal A Verdade de Florianópolis e apresentaram-na no programa "Zero Hora Esportiva", que apesar do horário (quase uma hora da madrugada), tinha um ibope altíssimo e a repercussão foi muito grande. Após isso, foi feita a primeira gravação do hino com 1.500 discos produzidos e contando com as participações da Banda do Sete, e da cantora Vera Rosa.
No ano de 2004 o Avaí lançou um CD com o hino do clube que, além da versão original, continha versões em outros ritmos como Bossa Nova, Reggae, Rock, Samba, entre outros.
A torcida e o próprio clube costumam dizer que a canção é "um dos mais bonitos hinos do futebol brasileiro".

## Torcida
Várias pesquisas de torcida já apontaram a torcida do Avaí como a maior de Santa Catarina. Estimativas recentes apontam um número de aproximadamente 500 mil torcedores do Avaí no total.
Em 1998 o Instituto Mapa realizou uma pesquisa que apontou a torcida do Avaí como a mais lembrada na região da Grande Florianópolis. Cerca de 400 pessoas responderam a pergunta "Quem você mais gosta ou aprecia?" Referente a time de futebol. O Avaí disparou em primeiro lugar com 45%, contra 30% do co-irmão. O Resultado final segundo a pesquisa oferecia índice de 95% de confiabilidade com margem de erro amostral na ordem de 5%.
Em 2001 a Revista Placar, uma das mais conceituadas revistas esportivas do Brasil, publicou uma pesquisa feita com 10 mil leitores perguntando qual time eles torciam. Em Santa Catarina o Avaí foi o mais citado com 0,21% da preferência de todos os entrevistados.
Em janeiro de 2005 o Instituto Nexus/SC realizou uma pesquisa com pessoas a partir dos 16 anos e que torciam para um clube local, e novamente o Avaí apareceu a frente com 41,9% da preferência. A margem de erro da pesquisa foi de 5%. Segundo a pesquisa, o Avaí possui mais torcida entre os homens, os mais pobres e com menos instrução.
Em outubro de 2007 a mesma Revista Placar fez uma nova pesquisa agora nas ruas das capitais do país. No resultado de Florianópolis o Avaí apareceu mais uma vez na frente com 19,2% da preferência dos torcedores da capital catarinense.
No ano de 2010, o Grupo RIC através do jornal Notícias do Dia, realizou a pesquisa IMPAR (Índices de Marcas de Preferência e Afinidade Regional) no estado de Santa Catarina, em parceria com o IBOPE Inteligência. No quesito Esportes, o Avaí foi apontado como o clube de maior torcida do estado, obtendo 15% do total de votos.
Já em 2011, o Grupo RBS através da Lupi & Associados encomendou uma pesquisa para levantar o número de torcedores por clubes no estado. Mais uma vez o Avaí demonstra sua superioridade no quesito. O Leão da Ilha aparece com 30,6% da preferências, seguido por Figueirense (19,8%), Criciúma (11,4%), Chapecoense (10,4%) e Joinville (8,9%).
Ainda em 2011, mais duas pesquisas encomendadas por grandes empresas apontam superioridade do Avaí no estado: a RIC Record através da pesquisa ÍMPAR, onde o Avaí venceu pelo segundo ano consecutivo e também na assinatura do PayPerView, canal fechado da GLOBOSAT.
Já no ano de 2012, a Pluri Consultoria, divulga a 1ª Pesquisa Sobre o Potencial de Consumo das Torcidas Brasileiras. Na parte I, mostra que a maior torcida do estado de Santa Catarina é a do Avaí, com aproximadamente 500 mil torcedores.
No ano de 2013 a mesma Pluri repetiu a pesquisa e o resultado não foi diferente, com o Avaí em 25º lugar no âmbito nacional e 1º no estado de Santa Catarina. Nesta mesma pesquisa, em uma análise apenas da Região Sul do Brasil, verificou-se que o Avaí ficou classificado na 9ª posição com 2,4% sendo o mais bem colocado do estado, a frente de clubes como o Coritiba e Vasco da Gama.
No ano de 2014 a ESPN elaborou um novo ranking das torcidas no Brasil, que analisa a relação entre o público de um clube e o seu número total de torcedores. Desta vez, as estimativas de tamanho das torcidas foram exatas e de acordo com dados da Pluri Consultoria e do IBGE. Novamente o Avaí Futebol Clube apareceu em primeiro lugar entre os times de Santa Catarina, com 496.000 torcedores. Em seguida, aparecem Figueirense Futebol Clube com 424.000 torcedores, Joinville Esporte Clube com 172.000 torcedores, Criciúma Esporte Clube com 122.000 torcedores e Associação Chapecoense de Futebol com 64.000 torcedores no total.
No ano de 2024 o instituto AtlasIntel publicou uma pesquisa realizada com 7.000 pessoas em 1.341 municípios de todo o Brasil. Mais uma vez a torcida do Avaí Futebol Clube aparece em primeiro lugar entre os times de Santa Catarina com 0.7%, na vigésima colocação nacional e sendo a única equipe do estado a aparecer no levantamento.

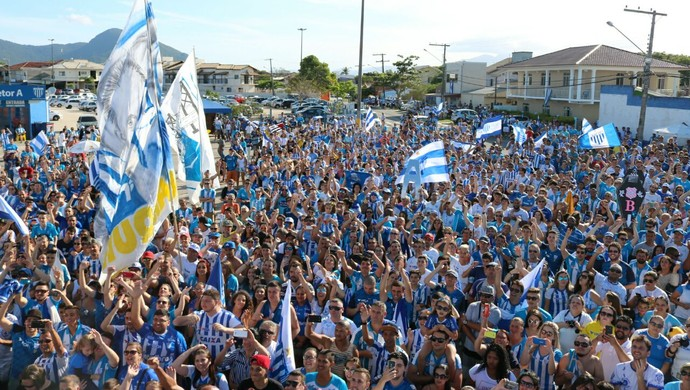
Torcida comemorando o acesso para a Série A

### Sócios
Em 2009 o Avaí chegou a alcançar a marca de 13.500 sócios adimplentes, sendo este o maior quadro social da história do clube. Atualmente, o Avaí conta com aproximadamente 11.000 sócio-torcedores.

### Médias de público
Dentre as principais competições nacionais, a maior média de público do Avaí foi na Série A do Campeonato Brasileiro de 1976, quando 10.820 pessoas em média assistiram aos jogos do clube no Brasileirão daquele ano. Todas as partidas do campeonato foram disputadas no estádio Orlando Scarpelli, pertencente ao rival. No ano do retorno do clube à Série A em 2009, uma média de 10.266 pagantes por jogo assistiu as partidas no estádio da Ressacada, que tinha capacidade para 15.800 espectadores.
Na Copa do Brasil, a maior média obtida pelo clube foi de 10.045 pagantes em 2011, quando realizou sua melhor campanha indo as Semifinais. Internacionalmente, a maior marca obtida pelo clube foi na Copa Sul-Americana de 2010, quando uma média de 10.280 espectadores por jogo esteve presente nos três jogos do clube durante a competição.

### Maiores públicos
Estes são os maiores públicos do Avaí Futebol Clube:
| Nº | Público | Mandante | Placar | Visitante           | Competção          | Data                                   |
| -- | ------- | -------- | ------ | ------------------- | ------------------ | -------------------------------------- |
| 1  | 32 226  | Avaí     | 2-1    | Blumenau            | Catarinense        | 17 de julho de 1988                    |
| 2  | 22 850  | Avaí     | 2-0    | Tubarão FC          | Catarinense        | 22 de junho de 1997                    |
| 3  | 21 055  | Avaí     | 2-2    | Figueirense         | Brasileiro Série B | 18 de dezembro de 2001                 |
| 4  | 20 425  | Avaí     | 2-0    | Figueirense         | Catarinense        | 21 de julho de 1999                    |
| 5  | 20 016  | Avaí     | 1-0    | Brusque             | Catarinense        | 9 de dezembro de 1992                  |
| 6  | 19 985  | Avaí     | 1-2    | Santos              | Amistoso           | 15 de novembro de 1972                 |
| 7  | 19 608  | Avaí     | 2-0    | Figueirense         | Catarinense        | 10 de abril de 2000                    |
| 8  | 19 591  | Avaí     | 0-4    | Internacional       | Brasileiro Série A | 19 de junho de 1976[carece de fontes?] |
| 9  | 18 540  | Avaí     | 0-1    | Flamengo            | Brasileiro Série A | 27 de abril de 1974[carece de fontes?] |
| 10 | 17 800  | Avaí     | 3-2    | Santos              | Brasileiro Série A | 28 de novembro de 2010                 |
| 11 | 17 800  | Avaí     | 3-0    | Atlético Goianiense | Brasileiro Série A | 21 de novembro de 2010                 |
| 12 | 17 498  | Avaí     | 0-0    | Internacional       | Brasileiro Série A | 27 de novembro de 1977                 |

Maiores públicos após as reformas da Ressacada em 2010
- 28 de novembro de 2010 – Avaí 3-2 Santos (Campeonato Brasileiro Série A) - Público: 17.800[46]
- 21 de novembro de 2010 – Avaí 3-0 Atlético Goianiense (Campeonato Brasileiro Série A) - Público: 17.800[47]
- 22 de março de 2025 - Avaí 1x1 Chapecoense (Campeonato Catarinense) - Público:  17.711 [48]
- 24 de julho de 2022 - Avaí 1-2 Flamengo (Campeonato Brasileiro Série A) - Público 17.557[49]
- 12 de outubro de 2013 - Avaí 1-2 Chapecoense (Campeonato Brasileiro Série B) - Público 17.108[50]
- 2 de maio de 2010 – Avaí 2-0 Joinville (Campeonato Catarinense) - Público: 17.012[51]
- 25 de maio de 2011 – Avaí 0-2 Vasco da Gama (Copa do Brasil) - Público: 16.920[9]
- 24 de novembro 2018 - Avaí 0-0 Ponte Preta (Campeonato Brasileiro Série B) - Público: 16.460[52]
- 6 de maio de 2012 – Avaí 3-0 Figueirense (Campeonato Catarinense) - Público: 16.434[53]
- 3 de novembro de 2013 – Avaí 0-4 Figueirense (Campeonato Brasileiro Série B) - Público: 16.039[54]
- 21 de abril de 2019 - Avaí 1-1 Chapecoense (Campeonato Catarinense) - Público: 15.876[55]
- 28 de novembro de 2021 - Avaí 2-1 Sampaio Corrêa (Brasileiro Série B) - Público: 15.588[56]
- 30 de abril de 2017 - Avaí 0-1 Chapecoense (Campeonato Catarinense) - Público: 15.754[57]
- 26 de novembro de 2016 - Avaí 1-1 Brasil de Pelotas (Campeonato Brasileiro Série B) - Público: 15.564[58]
- 26 de junho de 2022 - Avaí 2-2 Palmeiras - (Brasileiro Série A) - Público: 15.233[59]
- 10 de abril de 2019 - Avaí 0-1 Vasco (Copa do Brasil) - Público: 15.225[60]

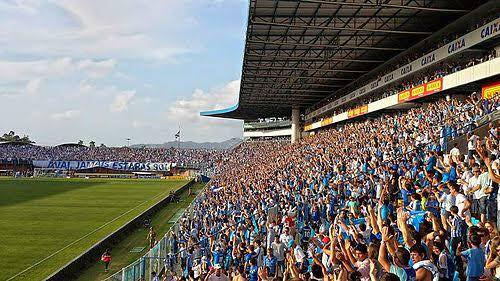
Torcida do Avaí. Ressacada lotada em 2013

### Recorde de público em 1988
No dia 17 de julho de 1988, o estádio da Ressacada registrou o maior público da história do Campeonato Catarinense até hoje. A final do Campeonato Catarinense contra o Blumenau, registrou um público total de 32.226. torcedores presentes, para uma renda de Cz$6.100.400,00. O Público pagante da partida foi de 25.735
Houve superlotação em todos os setores do estádio, com milhares de pessoas ficando do lado de fora. No decorrer da partida, preocupada com os ânimos mais exaltados dos torcedores, a administração do estádio resolveu abrir os portões. O Avaí venceu o jogo por 2-1 e conquistou o seu 12° título estadual, para alegria da multidão que invadiu o campo para comemorar.

### Camisa 12
Depois do jogo em que, mais uma vez, a torcida do Avaí deu show nas arquibancadas da Ressacada, a diretoria do clube anunciou a exclusividade do uso da camisa número 12 à torcida, imortalizando a mesma. Depois do jogo em que o Avaí venceu o Criciúma por 1 a 0 no dia 8 de fevereiro de 2007 pelo campeonato brasileiro da série B de 2007, a diretoria homenageou sua grande torcida com este feito.

### Torcedores ilustres
- Gustavo Kuerten – Ex-tenista profissional brasileiro, condecorado com posição no Hall da Fama da ATP. É considerado o maior tenista da história do Brasil.
- Esperidião Amin – Político brasileiro.
- Thiago Tavares – Lutador de artes marciais mistas brasileiro e membro da Ordem DeMolay.
- Pedro Barros – Skatista brasileiro.
- Bruno Fontes – Velejador brasileiro.
- Jaqueline Silva – Uma das maiores surfistas do mundo.

## Estrutura

### Estádio Adolfo Konder
Estádio Adolfo Konder também conhecido com Campo da Liga, foi o estádio do Avaí nos anos de 1930 a 1982, quando o clube teve o seu atual estádio, a Ressacada, construído. Seu recorde de público é de 19.985 torcedores na partida Avaí 1-2 Santos, em 15 de agosto de 1972.

### Ressacada
O Estádio Aderbal Ramos da Silva, popularmente conhecido como Estádio da Ressacada, de propriedade do Avaí, foi construído nos anos de 1982 e 1983 em substituição ao antigo Estádio Adolfo Konder. Seu recorde de público é de 32.226 torcedores na final do Campeonato Catarinense de 1988.
Desde sua inauguração em 1983 até o ano de 2001, o estádio teve capacidade oficial para públicos superiores a 20 mil espectadores, recebendo todos os seus principais recordes de público durante este período. A partir de 2002 o estádio teve sua capacidade amplamente reduzida pela nova gestão, passando a receber lotações com borderôs reduzidos até o ano de 2009. Com as obras de ampliação do estádio finalizadas em 2010, a Ressacada tem atualmente, capacidade para 17.800 torcedores.
Desde sua inauguração, a Ressacada foi palco de três jogos da Seleção Brasileira e sete finais de campeonatos oficiais.
No dia 31 de agosto de 2007 o Avaí inaugurou, nas dependências do estádio, a Biblioteca Nereu do Vale Pereira.
Em 2008 o Avaí apresentou o novo projeto com previsões de melhorias em seu estádio. O projeto consiste em ampliação do estádio para 30.000 lugares, cobertura nas arquibancadas com cadeiras assim como as sociais A e B, 400 camarotes novos com banheiros individuais, além de prédio de apoio, restaurante, academias, centro de fisioterapia, piscinas, memorial, praça de alimentação, loja do Avaí e setor administrativo.
Em 2010 o estádio teve suas obras de ampliação finalizadas, com o rebaixamento dos novos setores cobertos e a colocação de cadeiras em todo o estádio. A Capacidade atual é de 17.800 torcedores.

### Centro de treinamento
O Centro de Formação de Atletas (CFA), que também serve como centro de treinamentos, foi inaugurado em 3 de setembro de 2005. Um dos campos do local, que fica ao lado do Estádio da Ressacada, foi batizado "João Salum" em homenagem ao ex-presidente do clube de 1974 a 1976 e 1980 a 1983.

### Loja Leão da Ilha
O Avaí possui uma rede de lojas oficiais chamada Loja Leão da Ilha, em parceria com a Volt. Hoje, existe a matriz anexada ao estádio da Ressacada e a filial no Centro em Florianópolis, mas o projeto do clube é de ampliar a rede em filiais na mesma cidade e posteriormente em outras, divulgando muito mais a marca do clube.

### Sede antiga
A antiga sede do então Avahy Foot-ball Club, localizava-se na Rua Conselheiro Mafra, nº 10 e foi inaugurada no dia 8 de setembro de 1931. A sede contava com um amplo salão de eventos, local para jogos e serviços de botequim. O evento de inauguração aconteceu às 17 horas daquela terça-feira.

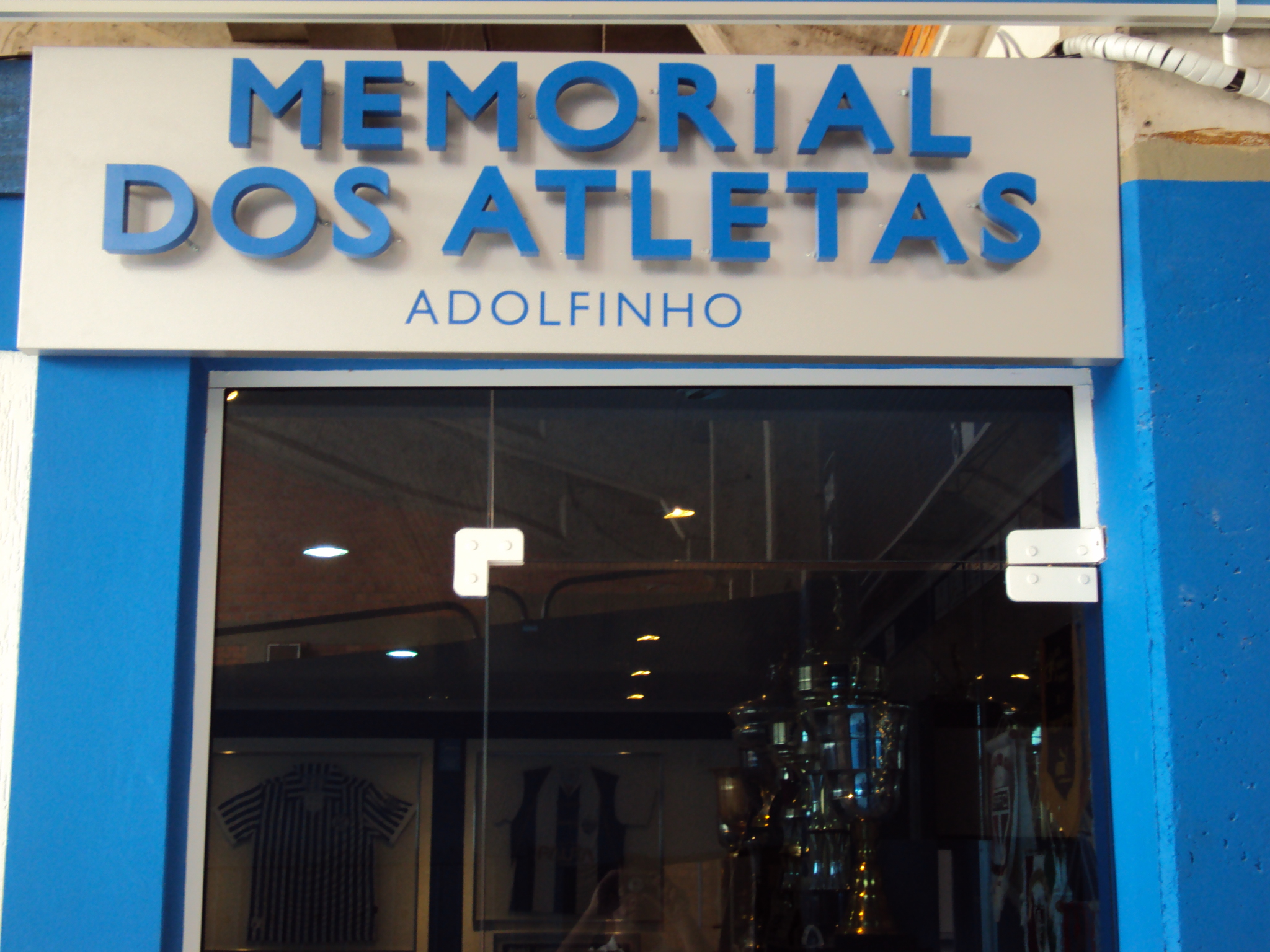
Fachada do Memorial.

### Memorial
No dia 20 de julho de 2009, o Avaí inaugurou o memorial de atletas do clube. O local denominado de Memorial Adolfinho, em homenagem ao ex-atleta do clube, conta com histórico de conquistas, ex-atletas, ex-treinadores e muitas curiosidades sobre o clube ao longo de sua existência. Também possui uma calçada da fama, inaugurada pelas mãos do próprio Adolfinho.
O memorial está localizado no Setor A do Estádio da Ressacada, próximo aos bares, logo na estrada do gramado e é aberto ao público para visitação.

## Patrocinadores e material esportivo
Segue uma relação de alguns dos patrocinadores e fornecedores de material esportivo do Avaí ao longo de sua história.
Patrocinadores
- 1986/1987: Portobello
- 1988/1989: Serietate
- 1990: Dimas
- 1991: Formacco
- 1991/1992: ECE
- 1993: BESC
- 1996: Casas da Água
- 1997: Cap Ferrat
- 1998/2003: Portobello
- 2003: Cimed
- 2006/2009: Pauta
- 2009: Pauta, Andra, Brascopper, Coel, WOA e Unimed
- 2010: Intelbras, Komeco, WOA e Unimed
- 2011: Intelbras, Eletrosul, Komeco, WOA e Unimed
- 2012: Caixa, Eletrosul, WOA e Unimed
- 2013/2014: Caixa, WOA e Unimed
- 2014: ICT do Brasil e Jinggong, WOA e Unimed
- 2015/2016: WOA e Liderança
- 2017/2018: Caixa, WOA e Liderança
- 2019: AvaíBank, WOA e Liderança
- 2020: StadiumBet, WOA e Liderança
- 2021: Prisma, WOA e Liderança
- 2022/2023: Pixbet, WOA, Liderança
- 2024: Pixbet, Genial Investimentos, WOA e Liderança
- 2025/atual: Genial Investimentos, WOA e Liderança

Fornecedoras de material esportivo
- 1981/1987: Adidas
- 1988/1989: Campeã
- 1990/1995: Malharia Nossa Senhora Aparecida
- 1996/1998: Pieri Sports
- 1999: Avaí Sport Line
- 2000: Planeta Sports
- 2001/2004: Penalty
- 2005/2007: Kappa
- 2008/2009: Champs
- 2009/2013: Fanatic
- 2014/2016: Fila
- 2017/2024: Umbro
- 2024/atual: Volt Sports[68]

## Diretoria
Diretoria Executiva
- Presidente: Júlio César Heerdt
- Vice-presidente: Luciano Leite Kowalski

Conselho Deliberativo
- Presidente: Bernardo Corrêa de Sousa Pessi
- Vice-Presidente: Vinícius Serafin Bello

Ex-Presidentes

## Futebol feminino
No ano de 2008, em uma parceria com a Associação Canto do Rio de Florianópolis, o Avaí Futebol Clube fundou o seu departamento de futebol feminino. As meninas do Avaí já em sua primeira competição oficial, que foi o Campeonato Estadual do mesmo ano, conquistaram o vice-campeonato. No ano de 2014 a divisão de futebol feminino do clube sofreu uma nova reestruturação, voltando às disputas estaduais e nacionais.
Em 25 de fevereiro de 2019, o Avaí iniciou uma parceria com o Kindermann, sendo criado o Kindermann/Avaí. A parceria deu certo e o time ficou em terceiro lugar no Campeonato Feminino Série A1 de 2019 e vice-campeão em 2020. O Kindermann/Avaí se classificou para a Copa Libertadores Feminina de 2020 e 2021 sendo eliminado na fase de grupos e nas quartas de final, respectivamente.
Com a morte do presidente do clube, Salézio Kindermann , vítima da COVID-19, em 15 de maio de 2021, a família Kindermann assumiu o comando do time até a participação na Libertadores Feminina de 2021. Após a Copa Libertadores de 2021 o time foi desfeito  mas em janeiro de 2022, o Avaí garantiu a continuidade do time e sua participação na Série A1 de 2022. 
Em 8 de fevereiro de 2022, o clube foi renomeado para Avaí Futebol Clube Feminino, mas a CBF e a FCF voltaram atrás na decisão devido à Sociedade Esportiva Kindermann ser a dona das vagas nos torneios locais e nacionais e o time passou a se chamar Avaí/Kindermann na temporada de 2022.  O Avaí assumiu oficialmente o controle da Sociedade Esportiva Kindermann em junho de 2023. Embora o time inicialmente devesse deixar Caçador e se mudar para Florianópolis para a temporada de 2023, eles decidiram ficar em Caçador.

## Futsal
O Avaí Futebol Clube e o Lagoa Iate Clube (LIC) firmaram uma parceria visando formar equipes competitivas de futsal nas categorias Sub-11 e Sub-13 para disputar os campeonatos estadual e regional.
Os clubes entraram em acordo no final de janeiro de 2007 e as equipes já estão em pré-temporada, já que a temporada será iniciada em abril de 2007. Além de fortalecer as equipes de competição, o Avaí-LIC iniciou as atividades de sua escolinha de futsal, visando repassar aos jovens atletas de 5 a 14 anos os fundamentos dessa modalidade esportiva.

## Futebol de areia
O Avaí Beach Soccer estreou em competições oficiais no Campeonato Catarinense de Beach Soccer no ano de 2012. Logo em sua primeira participação e inauguração da competição, o Avaí sagrou-se campeão. No ano seguinte, a equipe conquistou o vice campeonato.

## Futebol society
Em fevereiro de 2009, o Avaí lança a sua primeira equipe de Futebol Society. Diante do grande crescimento da modalidade em Florianópolis e em todo o Brasil, o clube se faz presente também em mais este esporte. A primeira competição que disputou foi a V Floripa Cup e,  posteriormente, o Campeonato Brasileiro de Clubes.

## Categoria master
O Avaí possui uma organização voltada ao Futebol Master onde, além de resgatar as gloriosas memórias do clube através de seus ex-atletas profissionais, ainda incentiva a prática do esporte a qualquer idade.

## Esportes olímpicos

### Ciclismo
Em meados da década de 1990, o arquiteto Hercílio Costa Neto foi convidado para dirigir o Departamento de Esportes Olímpicos do Avaí Futebol Clube. Ele aceitou e surgiu, então, o esporte amador no clube, principalmente o ciclismo que seria destaque nacional e internacional nos anos seguinte.
A estreia do ciclismo avaiano aconteceu em 1997 na Volta Ciclística de Santa Catarina (atualmente Tour de SC). O Avaí conquistou a 3ª colocação por equipes. No final do ano de 1997, o ciclismo do Avaí já era campeão individual e por equipes.
Nos anos seguintes, o ciclismo do Avaí conquistou vários títulos estaduais. Nos jogos abertos, foi campeão por sete anos seguidos, de 1999 a 2005, além de dois troféus nos Joguinhos Abertos de 2001 e 2002. Todas as conquistas em Santa Catarina renderam levaram a equipe a ser indicada pelo ranking da Federação Catarinense de Ciclismo como a melhor de Santa Catarina por seis anos seguidos (1997 a 2002) e três vezes a melhor nas categorias Júnior (1998/1999/2002) e Juvenil (1997/2000/2001).
Fora do estado, a equipe do Avaí esteve presente em algumas grandes competições. Ela foi campeã três vezes da Volta internacional de Porto Alegre (1998/2001/2003) e vice-campeã em 2002. Em 2005, foi campeão individual do Tour de SC, com o atleta argentino Matías Medici, primeiro estrangeiro a vencer a competição. Na Volta de São Paulo, ficou em segundo lugar, sendo que os dois eventos contam pontos ao ranking da União Ciclista Internacional (UCI).

### Hipismo
Em fevereiro de 1998, a ideia de montar uma equipe de hipismo foi realizada. O empresário Osvaldo José Vidal com apoio da diretoria do clube, passou a apostar no potencial de seus filhos, praticante do hipismo, cobrindo as despesas da modalidade no clube. O grande objetivo era aumentar o público nas provas da modalidade dentro do Avaí.

### Basquete
Em junho de 1998, o Leão assinou contrato com a AABB para divulgar o basquetebol da associação em troca da veiculação da marca "Avaí" em suas camisetas. Surgia a equipe AABB/FME/Avaí que participou por um bom tempo de campeonatos citadinos, estaduais, nacionais e internacionais dentro dessa nova "cancha".

## Marketing e mídia

### Avaí Play
O Avaí apresentou em 27 de outubro de 2006, num jogo válido pelo Campeonato Brasileiro da série B, a Rádio Avaí. O clube, em parceria com outras empresas do ramo, criou a Rádio Avaí, que é uma rádio transmitida via internet e que apresenta ao internauta, além de música, boletins com notícias do Avaí, entrevistas e curiosidades. O Avaí tornou-se, segundo divulgou em seu site oficial,  o primeiro clube do mundo a ter uma rádio via internet com 24 horas de programação e transmissões ao vivo.
Hoje, o clube conta com a plataforma de vídeos Avaí Play , que conta com 38,1 mil inscritos no Youtube. 

### Jornal do Avaí
Foi lançado no dia 2 de maio de 2007, o Jornal do Avaí. Tratou-se de mais um meio de comunicação do clube com os seus sócios, torcedores e demais.

## Publicações sobre o Avaí

### Livros
- BARRETO NETO, Alexandrino. Avaí Futebol Clube. Editora Nova Letra, 2008. ISBN 9788576823605
- GUIMARÃES FILHO, Anatólio Pinheiro. Avaí em Prosa e Verso. Autores Catarinenses, 2009.
- KLUSER, Adalberto Jorge; MATOS, Felipe; DIAMANTARAS, Spyros Apóstolo.  Time da Raça - Almanaque dos 90 anos do Avaí Futebol Clube, 2014.

### Vídeos e filmes
- Vamos Subir Leão - A conquista do acesso (DVD): Roteiro e Produção Executiva de Diogo Kleinubing e Nilo Sérgio Santiago, Direção de Marcos Bittencourt, duração de 1h20min, 2009.
- Leão da Ilha - 73 anos - (VHS): Roteiro e Direção: Adalberto Jorge Klüser, Produção: Ilhacolor, duração de 31min, 1996.